# یواس‌اس رستلس (۱۸۶۱)
یواس‌اس رستلس (۱۸۶۱) (به انگلیسی: USS Restless (1861)) یک کشتی بود که طول آن ۱۰۸ فوت ۸ اینچ (۳۳٫۱۲ متر) بود.